# Кінезин

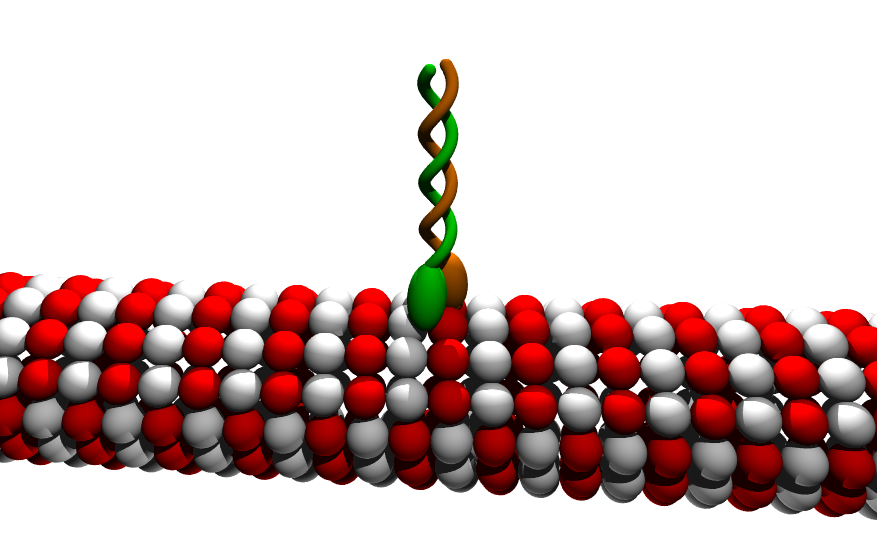
Димер кінезину зв'язується і рухається уздовж мікротрубочок.

Кінезини — родина моторних білків евкаріот, що рухаються вздовж мікротрубочок, використовуючи енергію гідролізу АТФ (таким чином, кінезини є АТФазами). Активний рух кінезинів використовується в кількох клітинних процесах, таких як формування веретена поділу і розходження хромосом під час мітозу і мейозу, а також у транспорті «вантажу», тобто мембранних органел, наприклад аксонний транспорт. У дріжджів Saccharomyces cerevisiae налічується шість різних кінезинів, у нематоди Caenorhabditis elegans — шість, у людини — близько 45.
Вперше кінезин був відкритий у гігантському аксоні кальмара, де він забезпечує переміщення мембранних органел від тіла нейрона до відростків.
Існує принаймні 14 різних родин білків у надродині кінезинів. Активні молекули більшості з них складаються із двох важких ланцюгів і двох легких, що формують глобулярні моторні домени — «голови» — і біспіралізовані «хвости», що відповідають за димерезацію важких ланцюгів. Зазвичай моторний домен розташований на N-кінці важкого ланцюга, рух таких кінезинів відбувається до плюс кінця мікротрубочки. Проте існують кінезини (кінезин-14) із моторним доменом на C-кінці і спрямованістю до мінус кінця мікротрубочки. Деякі із кінезинів функціонують як мономери і не мають хвостових доменів, ще інші являють собою тетрамери. Члени родини кінезину-5 поєднуються одне із одним через хвостові ділянки, утворюючи біполярний мотор, що може штовхати мікротрубочки, повернуті в різні сторони, одна відносно одної.

## Інтернет-ресурси
- MBInfo - Kinesin transports cargo along microtubules
- Animated model of kinesin walking
- Ron Vale's Seminar: "Molecular Motor Proteins"
- Animation of kinesin movement ASCB image library
- Murphy, V.F. (12 травня 2004). Microtubule Based Movement. tissue.medicalengineer.co.uk. Архів оригіналу за 22 липня 2007. Процитовано 10 грудня 2015.
- The Inner Life of a Cell, 3D animation featuring a Kinesin transporting a vesicle [Архівовано 7 грудня 2008 у Wayback Machine.]
- The Kinesin Homepage
- 3D electron microscopy structures of kinesin from the EM Data Bank(EMDB)